# Jijiga-Zone
Die Jijiga-Zone ist eine Verwaltungszone der Somali-Region in Äthiopien. Laut Volkszählung von 2007 hatte sie 967.652 Einwohner, von denen 21,04 % (203.588) in städtischen Gebieten lebten. Hauptstadt der Zone ist Jijiga (Dschidschiga), das auch Hauptstadt der gesamten Somali-Region ist.

## Geographie
Die Zone ist in die sechs Woredas Awbere, Babile, Gursum, Jijiga, Harshin und Kebri Beyah eingeteilt. Größere Orte in der Jijiga-Zone sind Jijiga, Awbere (Aw Barre), Chinhahsan, Derwonaji, Hartisheik, Kebri Beyah und Lefa Eisa (Lefa Isa). Jijiga grenzt im Osten an Somalia bzw. das de facto unabhängige Somaliland, im Westen innerhalb Äthiopiens an die Region Oromia. Die Grenzgebiete zwischen Somali und Oromia sind umstritten, so wird etwa Chinhahsan von beiden Regionen beansprucht. Auch in Oromia gibt es eine Woreda Babile und eine Woreda Gursum.
Das Gebiet der Jijiga-Zone reicht von Hochlandgebieten im Westen um Chinhahsan bis zu einem Anteil am Haud im Osten. Die wichtigsten Flüsse sind Fafen, Jerer und Dakhata, die alle nicht ganzjährig Wasser führen.

## Bevölkerung
1997 waren von 813.200 Einwohnern 87,51 % Somali, 7,49 % Oromo, 2,13 % Amharen, 0,39 % Gurage und 0,13 % Tigray; 2,21 % wurden als Ausländer aus Somalia eingestuft. 90,23 % sprachen Somali als Muttersprache, 6,68 % Oromo und 2,81 % Amharisch. 16,24 % sprachen eine Zweitsprache: 8,1 % beherrschten zusätzlich Oromo, 4,57 % Somali und 1,85 % Amharisch. Von den über zehn Jahre alten Einwohnern konnten 7,54 % (61.293) lesen und schreiben.
Die Somali in Jijiga gehören verschiedenen Clans an, darunter Isaaq, Dir (Gadabursi und Issa) und Darod. Im Grenzgebiet zu den Oromo leben gemischte Gruppen wie die Jarso.

### Flüchtlinge
Als 1988 im angrenzenden Nordsomalia der Konflikt zwischen der Staatsarmee und den Rebellen der SNM eskalierte, flohen Hunderttausende Somalier, hauptsächlich vom Clan der Isaaq, über die Grenze nach Äthiopien. Nach der Machtübernahme der SNM kamen weitere Flüchtlinge von den Minderheitenclans der Issa, Gadabursi und Darod. Im Gebiet der Jijiga-Zone entstanden mehrere Flüchtlingslager, so in Hartisheik – zeitweise das größte Flüchtlingslager der Welt –, Derwonaji, Kebri Beyah und Teferi Ber (weitere Lager wurden in der Degehabur-Zone eröffnet und eines in Shinile). Die meisten konnten infolge der Rückkehr vieler Flüchtlinge geschlossen werden. Heute sind in Kebri Beyah, Teferi Ber/Awbere und Sheder vorwiegend Flüchtlinge aus Südsomalia untergebracht.

## Geschichte
Das Gebiet der Jijiga-Zone gehörte bis zur Neuordnung der Verwaltungsgliederung Äthiopiens 1991 zur Provinz Harerge. Unter Haile Selassie wurden ab den 1960er Jahren amharische Bauern ermuntert, sich im relativ fruchtbaren Gebiet um Jijiga anzusiedeln. Hierzu wurde Weideland der Somali-Viehzüchter in Anspruch genommen.

## Wirtschaft
Im Nordwesten der Zone bauen sesshafte Bauern Sorghum, Mais, Weizen und Gerste an; unmittelbar an der Grenze zur Shinile-Zone leben Viehzüchter und Agropastoralisten ähnlich wie in dieser Nachbarzone. Im mittleren Teil der Zone verbinden Agropastoralisten Mais- und Sorghumanbau mit Rinderhaltung. Im Haud betreiben die Nomaden die für dieses Gebiet typische Haltung von Kamelen und Kleinvieh.
Neben der Degehabur-Zone ist die Jijiga-Zone am stärksten von Abholzung zur Produktion von Holzkohle betroffen. Die Holzkohle wird vor allem an Händler aus Hargeysa im angrenzenden Somaliland/Nordsomalia verkauft, welche sie zum Teil in die Golfstaaten weiter exportieren.